# Disney Music Group
Le Disney Music Group (anciennement Buena Vista Music Group) est un ensemble de labels musicaux, filiales de Walt Disney Company. Il a été créé en 1998 pour regrouper les différents labels de Walt Disney Company.
Il a été renommé en 2007 en raison du manque de lisibilité de la marque Buena Vista existant pourtant depuis 1953.

## Organisation
Il comprend :

Ancien Logo

- Walt Disney Records fut fondé en 1956 pour produire et distribuer les disques des musiques de Mickey Mouse. Il produit maintenant une grande variété de musiques pour les enfants, adolescents et la famille tels que les bandes originales des films de Walt Disney Pictures, les albums des artistes comme They Might Be Giants ou des compilations rendues populaires sur Radio Disney.
  - Walt Disney Music Company, fondé en 1949 et affilié à l'ASCAP, pour produire et distribuer les productions musicales
  - Wonderland Music Company, fondé en 1952 et affilié à la BMI, pour produire et distribuer les productions musicales
- Hollywood Records, à l'origine prévu pour la pop et les musiques de films de Hollywood Pictures, ce label distribue ou produit des artistes tels que Queen, Hilary Duff ou Jesse McCartney.
- Lyric Street Records est un label basé à Nashville dans le Tennessee orienté dans la musique country avec des artistes tels que Rascal Flatts et SHeDAISY.
- Mammoth Records, précédemment basé en Caroline du Nord, ce label possède encore des artistes assez connu comme Los Lobos.
- Walt Disney Music Publishing contrôle les compositions des musiques des productions Disney entendues dans les films et les parcs à thèmes mais Disney a signé un accord avec Warner/Chappell Music Inc. pour faire gérer ses droits.
- Buena Vista Concerts, filiale pour l'organisation de concert.

## Historique
L'histoire musicale du studio débute à la fin des années 1920 mais c'est en 1933 que la gestion des droits s'organise.
Peu après la sortie du court métrage Les Trois Petits Cochons (mai 1933), Roy O. Disney est contacté par Saul Bourne alors agent du compositeur Irving Berlin qui lui propose de gérer les droits associé aux musiques des dessins animés. Berlin avait composé de nombreuses chansons et décidé de créer sa propre société de gestion de droits la Irving Berlin Music indépendante des grandes maisons d'éditions phonographiques, société dirigée par Bourne. La gestion des droits des chansons des Silly Symphonies a donc été confiée a Bourne.
En 1936, durant la production de Blanche-Neige et les Sept Nains (1937), Bourne apprend la production du long métrage et négocie les droits des chansons. Les frères Disney ayant des difficultés à finaliser le budget de production, ils acceptent l'offre mais Roy a fini par regretter cette décision. Au début des années 1940, Irving Berlin et Saul Bourne ont scindé la Irving Berlin Music en deux, Berlin conservant ses compositions, Bourne créant la Bourne Music pour le reste du catalogue dont les productions Disney.
Les difficultés financières du studio des années 1940 ont dispersé les droits musicaux. Ainsi les droits des Saludos Amigos (1942) et Les Trois Caballeros (1944) ont été confiés à Ralph Peer et la société Southern Music and Peer Intertional. Ceux de Mélodie du Sud (1946) et Danny, le petit mouton noir (1948) sont gérés par Santly-Joy renommé par la suite Anne-Rachel Music.

### 1949-1989: Plusieurs labels Disney
En 1949, Walt Disney crée Buena Vista Records avec comme filiale la Walt Disney Music Company (créée le 1er octobre 1949) affiliée à l'American Society of Composers, Authors and Publishers (ASCAP) pour publier des productions musicales, similaire à Buena Vista Distribution créée en 1953. Fred Raphael en devient le responsable général.
En 1948, Columbia Records lance le 33 tours permettant des enregistrements de longue durée mais le directeur de RCA, le général David Sarnoff piqué au vif lance de son côté le 45 tours en proposant des tourne-disques au début sous le prix de fabrication. La société Disney était sous contrat avec RCA et à donc commercialiser de nombreux 45 tours, un format idéal pour les enfants selon Jimmy Johnson. Mais ces deux formats nécessitent des inventaires doublés et finalement dans les années 1970 la plupart des titres ont été convertis en 33 tours.
En 1951, Walt Disney crée une autre filiale de Buena Vista Records, la Wonderland Music Company affiliée elle à la Broadcast Music Incorporated (BMI) concurrente de l'ASCAP.
En 1955, Wonderland devient le label de Davy Crockett et les deux filiales d'édition musicale retrouvent la profitabilité tandis que leurs données financières sont désormais combinées. Au printemps 1955, Robert O'Brian, président d'ABC-Paramount rencontre Roy Oliver Disney pour évoquer les relations entre ABC et Walt Disney Productions dont le succès de la série Davy Crockett (1954). O'Brian évoque la création prochaine d'un label ABC et demande à Disney le nom d'une personne capable de gérer cette filiale. Roy Disney convoque Jimmy Johnson, responsable de Walt Disney Publications chargé de l'édition musicale qui conseille Sam Clark, plus tard embauché pour le poste. Un contrat est par la suite signé entre Disney, Golden Records et ABC pour les musiques issues de l'émission The Mickey Mouse Club, le premier fournissant les chanteurs, le second les masters et ABC assurant la distribution via son nouveau label. Mais Golden s'est rapidement retiré et au bout d'un an, le studio Disney a assuré lui-même la production des masters puis la distribution au travers d'un label interne Disneyland Records. En 1956, Walt Disney crée le label Disneyland Records encouragé par le succès de la musique de Davy Crockett afin d'éditer des disques.
Après la mort de Saul Bourne en 1957, Jimmy Johnson à la tête de Buena Vista Records a essayé par deux fois de racheter les droits sur les productions des années 1930 et 1940, premiers longs métrages et Silly Symphony sans succès. La veuve de Saul Bourne refusait de disperser le catalogue créé par son défunt mari.
En 1974, Jimmy Johnson est autorisé à contacter Gene Aberbach pour négocier le rachat des droits de Mélodie du Sud (1946) et Danny, le petit mouton noir (1948), et les droits ont été récupérés par la Walt Disney Music Company courant 1974 ou au début 1975, avant le départ à la retraite et le décès de Johnson en 1976.

### 1989-1998: Regroupement et diversification
En 1989, Disneyland/Buena Vista Records est renommée Walt Disney Records.
Le 1er janvier 1990, Disney crée le label de disque Hollywood Records. En 1991, Hollywood Records crée aussi un label pour le hip-hop baptisé Hollywood Basic.
En 1995, Hollywood Basic est intégré à l'actif d'Hollywood Records.
Le 21 juillet 1997, Disney rachète le label Mammoth Records. Aussi en 1997, Hollywood Records lance une division spécialisée dans la musique country Lyric Street Records.

### 1998-2007: Buena Vista Music Group
Le Buena Vista Music Group est créé en 1998 afin de regrouper les studios de disques Walt Disney Records, Hollywood Records, Lyric Street Records et Mammoth Records. Bob Cavallo est nommé président du Buena Vista Music Group, regroupement de tous ses labels et qui marque pour Disney la création d'une entité unique pour le marché du disque et de la musique.
En 2005 le président du groupe est Bob Cavallo.
Le 6 septembre 2005, le Buena Vista Music Group signe un accord avec EMI Group pour la distribution des productions en Europe, en Afrique et au Moyen-Orient.
Le 1er août 2006, le Buena Vista Music Group étend son accord avec EMI Group pour la distribution des productions à l'Australie, la Nouvelle-Zélande et l'Asie du Sud-est.

### 2007-: Disney  Music Group
Début 2007, le Buena Vista Music Group est renommé Disney Music Group.
Le 14 février 2007, Thomson Financial annonce que le groupe Disney est sous contrat avec EMI Group pour la distribution à l'international jusqu'en 2009 et chercherait un nouveau distributeur. Disney pourrait signer un nouveau contrat avec Universal Music Group, qui distribue déjà les productions aux États-Unis. Mais cela ne correspond pas aux accords annoncés par EMI en septembre 2005 et août 2006.
Le 24 juin 2008, Disney signe avec l'Universal Music Group un contrat pour la distribution de ses artistes en Asie, excepté le Japon.
Le 14 avril 2010, le Disney Music Group annonce la fermeture du label Lyric Street Records. Le 20 août 2010, Disney Online lance un site de musique conjointement avec le Disney Music Group et Radio Disney à l'adresse Disney.com/Music. Le site comprend du contenu musical, des vidéos de concerts ou en studio, des interviews vidéo-radiophoniques, des activités, des informations sur les artistes du groupe.
Le 1er juin 2011, Bob Cavallo annonce son départ du poste de président du groupe. Cavallo est arrivé en 1998 chez Disney Music pour aider les labels à sortir de la crise.
Le 11 décembre 2012, le Disney Music Group annonce simplifier sa gestion des licences musicales avec un interlocuteur unique.
Le 20 mars 2013, Disney Music Group annonce approfondir son partenariat avec Universal Music Group en partageant les producteurs et compositeurs pour les artistes sous contrat et les futures productions Disney. Le 27 mars 2013, Ken Bunt est nommé président du Disney Music Group après le départ à la retraite de Bob Cavallo en janvier 2012. Le 25 novembre 2013, Warner Music et Disney signent un contrat de distribution des musiques de films de Disney en Russie à la suite du rachat par Warner l'année précédente du label russe Gala Records, partenaire de longue date de Disney. Le 3 juin 2014, Disney et Deezer lancent en France un espace de téléchargement des musiques de films du studio.
Le 20 juin 2017, Disney Music Group et DigiTour Media créent un label musical pour les jeunes talents du numérique nommé RMI Recordings.
Le 16 janvier 2018, Disney Music Group étend le contrat de Disney Music Publishing avec Universal Music Publishing ajoutant l'Europe au contrat entamé en 2004 avec l'Asie du Sud-Est, l'Amérique latine en 2015 et l'Afrique et le Moyen-Orient en 2016,. Le 29 août 2018, le Disney Music Group propose pour la première fois 50 bandes originales de ses films sur Amazon Prime Music[source secondaire souhaitée].
Le 17 juillet 2019, Spotify lance en partenariat avec Disney en créant Disney Hub, un portail des musiques de films et séries de Disney mais aussi Star Wars, Pixar et Marvel, disponible dans les pays anglo-saxons États-Unis, Royaume-Uni, Irlande, Afrique du Sud, Canada, Australie et Nouvelle-Zélande; projet qui prolonge le partenariat avec Hulu,.